# Armuña de Tajuña
Armuña de Tajuña es un municipio y localidad española de la provincia de Guadalajara, en la comunidad autónoma de Castilla-La Mancha. El término municipal cuenta con una población de 264 habitantes (INE 2024).

## Símbolos
El escudo heráldico que representa al municipio fue aprobado oficialmente el 3 de marzo de 1992 con el siguiente blasón:

Escudo español, ondado de azur y plata, cargado de una mazorca de maíz, de oro. Al timbre corona real, cerrada.
Diario Oficial de Castilla-La Mancha nº 19 de 11 de marzo de 1992

## Geografía

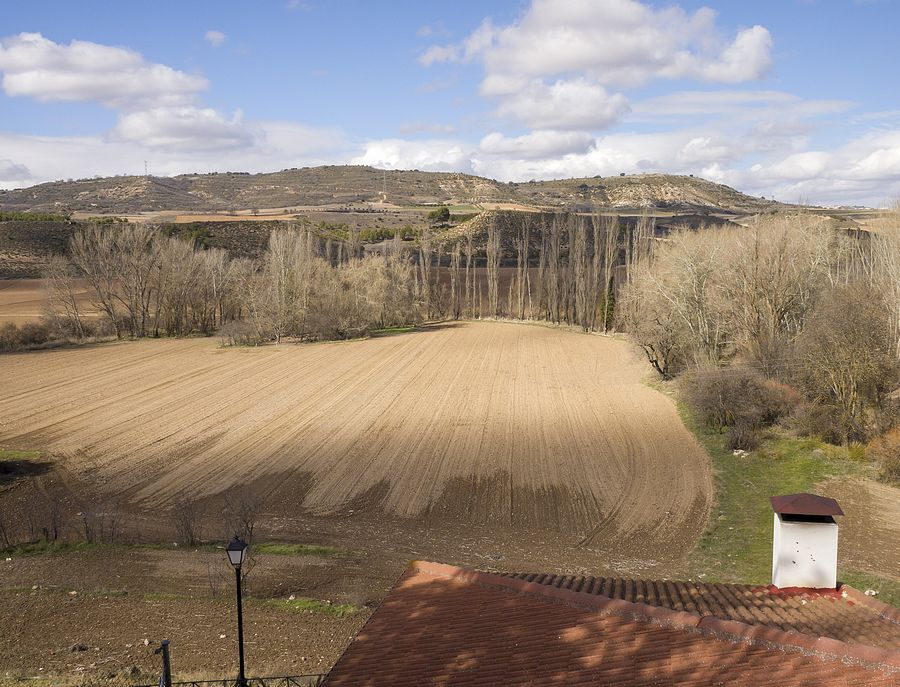
Campo de cultivo junto a la localidad

Integrada en la comarca de La Alcarria, se sitúa a 21 km de la capital provincial. El término municipal está atravesado por la carretera nacional N-320, entre los pK 253 y 255, por las carreteras autonómicas CM-2005, que se dirige hacia Valfermoso de Tajuña, y CM-2028, que conecta con Aranzueque, y por carreteras locales que permiten el acceso a la localidad. 
El pueblo se alza a una altitud de 712 m sobre el nivel del mar y está dispuesto sobre un cerro amesetado que preside la confluencia del río Tajuña con el arroyo Prá. El relieve del municipio está definido por la vega del río Tajuña y los páramos alcarreños típicos de la comarca. La altitud oscila entre los 927 m en un páramo al este y los 680 m a orillas del río Tajuña.
Limita con los municipios de Horche, Romanones, Tendilla, Fuentelviejo, Renera, Aranzueque y Yebes.

## Historia
Son muchos los vestigios arqueológicos que conserva Armuña. Los más antiguos, están datados en la segunda Edad del Hierro e incluyen ciudadela prerromana en el paraje llamado Cerro Castejón, fondos de cabaña extendidos por sus alrededores y dos necrópolis de incineración en urnas funerarias. En enero de 2005 fue hallada casualmente por un agricultor de la vecina Aranzueque otra necrópolis, a dos kilómetros de la villa, que una vez excavada y analizada por un equipo de arqueólogos se atribuyó a la cultura visigoda en los siglos VI-VII de nuestra era.
La etimología de Armuña deriva del árabe Al-Munya (la huerta) y demuestra que ya existía como población durante el dominio musulmán del valle. De hecho, se menciona una Almuña en la campaña de Almanzor de octubre de 980 por estas latitudes. 
Tras la reconquista del valle del Tajuña por las tropas del conde Álvar Fáñez en 1085, quedó integrada durante los tres siglos siguientes en el alfoz de la villa de Guadalajara quedando sometida a su fuero de realengo y a la jurisdicción de su concejo; hasta que en marzo de 1428 el rey Juan II de Castilla la donó, junto a otras 11 aldeas de Guadalajara, a su hermana la infanta doña Catalina. 
Poco le duró este señorío a doña Catalina, casada con Enrique uno de los infantes de Aragón, por causa del apoyo que prestó a su esposo en la guerra entre Castilla y Aragón del verano de 1429. Juan II dictó la incautación de todas sus posesiones el 20 de julio de aquel mismo año.  
No mucho después, el 18 de agosto de 1430, tras elevarla al rango de villa, ese mismo rey volvió a donar Armuña y las otras 11 poblaciones a Íñigo López de Mendoza, señor de Hita y Buitrago y notable poeta castellano, más conocido por su título de marqués de Santillana. Ya con concejo propio, sostuvo pleitos Armuña y el marqués contra la entonces villa de Guadalajara por los mojones con su sexma de Renera, lo que obligó a dictar sentencia el 4 de agosto de 1434 al juez real Andrés González del Castillo, demarcando los linderos.
En marzo de 1458, murió el marqués y testó el señorío sobre Armuña, Fuentelviejo, Aranzueque y Tendilla en su segundo hijo, Íñigo López de Mendoza y Figueroa, primer conde de Tendilla. Éste a su vez en su testamento, de agosto de 1473, creó un mayorazgo sobre ellas que heredarían sus sucesores los marqueses de Mondéjar. También fundó el conde, por aquellos mismos días, el monasterio jerónimo de Santa Ana de Tendilla y aportó para sostén y mantenimiento de sus monjes el molino de Armuña junto con su huerta y batán que, por muchos siglos hasta la desamortización de Mendizábal, quedarían en poder del monasterio. 
El 4 de mayo de 1587 un grupo de armuñeros, encabezados por el entonces párroco Andrés Martínez, presentaron ante don Gaspar de Quiroga, arzobispo de Toledo, las constituciones de la Hermandad del Santo Crucifijo; cofradía religiosa que aún pervive y es la institución más antigua de la población.
Más adelante, en diciembre de 1580, según datos del censo de Felipe II, sus entonces alcaldes ordinarios, Pedro Alonso Calvete y Pedro Martínez de Lázaro, describen Armuña con 40 vecinos y un clérigo. Población que declinó sensiblemente en el siglo XVII por los estragos de epidemias, hambrunas y la carga fiscal que supuso para los vecinos el censo firmado el 7 de noviembre de 1673, siendo alcalde ordinario Juan Pérez de Benito, y suscrito por el representante legal del Concejo, el letrado fuentelviejero Diego Ramírez de Arellano, y la priora del convento jerónimo de Nuestra Señora de los Remedios de Guadalajara, sor Juana Inés Sarmiento, por un monto de 7.700 reales de vellón. Los pagos de los intereses asfixiaron económicamente a los campesinos y contribuyeron a una emigración forzada. 
Posteriores pleitos ante la Real Chancillería de Valladolid con el concejo de la vecina villa de Fuentelviejo por la jurisdicción sobre baldíos y monte comunal, que acabarían perdiendo los armuñeros terminaron por desangrar la población, de tal manera que para el año 1712, sólo quedaban 5 vecinos y un clérigo compartido con Fuentelviejo. En junio de 1752, contestando al censo del marqués de la Ensenada el entonces alcalde ordinario, Miguel Sánchez Pastor, cifró en 12 casas y vecinos los datos de población. 
Muy lentamente volvería a recuperarse Armuña a principios del siglo XIX, gracias al impulso económico que supuso en la comarca la llamada Ruta a los baños de la Isabela, que puso de moda la Corte de Fernando VII. Sebastián de Miñano, para 1826, habla de 112 habitantes.
Dada la posición estratégica junto al viejo puente del Tajuña, la villa también padeció saqueos y violencias con el paso por sus calles del ejército británico del general James Stanhope en diciembre de 1710 durante la Guerra de Sucesión; también de los franceses durante la Guerra de la Independencia y en diciembre de 1836, por la expedición del general carlista, Miguel Gómez. 
Hacia mediados del siglo XIX, el lugar, por entonces con ayuntamiento propio, tenía contabilizada una población de 143 habitantes. La localidad aparece descrita en el segundo volumen del Diccionario geográfico-estadístico-histórico de España y sus posesiones de Ultramar de Pascual Madoz de la siguiente manera:

ARMUÑA DE TAJUÑA: v. con ayunt. de la prov. y adm. de rent. de Guadalajara (3 leg.), part. jud. de Pastrana (3), aud. terr. y c. g. de Madrid (12), dióc. de Toledo (24): sit. en un pequeño cerro ó colina que se eleva en medio de 2 valles, por cada uno de los cuales corren el r. Tajuña y otro arroyo, quedando la pobl. en el centro: se halla ventilada por todas partes y goza de sano clima: tiene 36 casas de mala construccion y poca altura, que forman 1 pequeña plaza cuadrilonga y varias calles de piso regular, aunque sin empedrado: hay casa de ayunt., escuela á cargo del sacristan, que percibe una gratificacion de 500 rs., y ademas lo que pagan los 15 niños de ambos sexos que concurren; igl. parr. dedicada á San Martín Obispo, de curato perpetuo y provision ordinaria en concurso general: el edificio está ruinoso, teniendo puntales que le sostienen por la fachada principal que mira al S.; 1 ermita con el título de la Soledad y el cementerio á una orilla del pueblo inmediato á la igl. y que no perjudica á la salud. Confina el térm. por N. con los de Horche y Romanones, E. con Tendilla y Fuente el Viejo; S. con Renera, y O. con Aranzueque y Yebes, á dist. de 3/4 á 1 leg., y comprende 6,500 fan. de las cuales se labran 5,300, y son 800 de primera clase, 1,500 de segunda y las restantes de tercera; contándose en estas unas 1,000 fan. plantadas de viña: cruza el térm. el r. Tajuña, que segun hemos dicho, pasa al pie de la colina en que se halla la pobl., dejándola al S.: da movimiento á 1 molino harinero y á 500 pasos de la espresada colina tiene 1 puente ruinoso de 1 solo arco: el otro arroyo viene por el lado opuesto desde Peñalver y es poco caudaloso: el terreno es llano por la parte de los valles que rodean el pueblo, lo demas son cerros, que forman á uno y otro lado cord. desiguales; todo es de secano y poco fértil, á escepcion de unas 8 fan. que reciben riego: pasa por el pueblo el camino general que conduce al Real Sitio y baños de la Isabela; se recibe el correo en la misma v. dejando á su paso la correspondencia el conductor de la estafeta de Pastrana: prod.: trigo, centeno, cebada, avena, vino y pocas legumbres: se mantienen 1,500 cab. de ganado lanar y cabrio, 54 caballerias mayores y menores; y se cria alguna caza menor: ind.: hilazas para lienzo y paños, que llevan á tejer á Horche, y 1 molino harinero: pobl.: 36 vec., 143 alm.: cap. prod.: 914,730 rs.: imp.: 82,325: contr..: 5,618: presupuesto municipal: 1,800, que se cubre con los fondos de propios consistentes en la renta de 1 posada pública que suele rematarse en mas de 1,000 rs.; el importe de las yerbas de unos pequeños baldios y el de 200 fan. de monte.
(Madoz, 1845, pp. 579-580)

En 1896, mientras la comarca padecía los efectos de una grave sequía y Armuña varias muertes asociadas a la guerra de Cuba, el 18 de mayo de aquel año la Hermandad del Cristo logró reunir a más de 4.000 fieles llegados de todos los pueblos de alrededor para celebrar por vez primera en 302 años una función religiosa en las eras del pueblo ante la imagen del Cristo de Armuña, tenida por milagrosa. Desde aquel evento se celebra tal fiesta en la localidad.

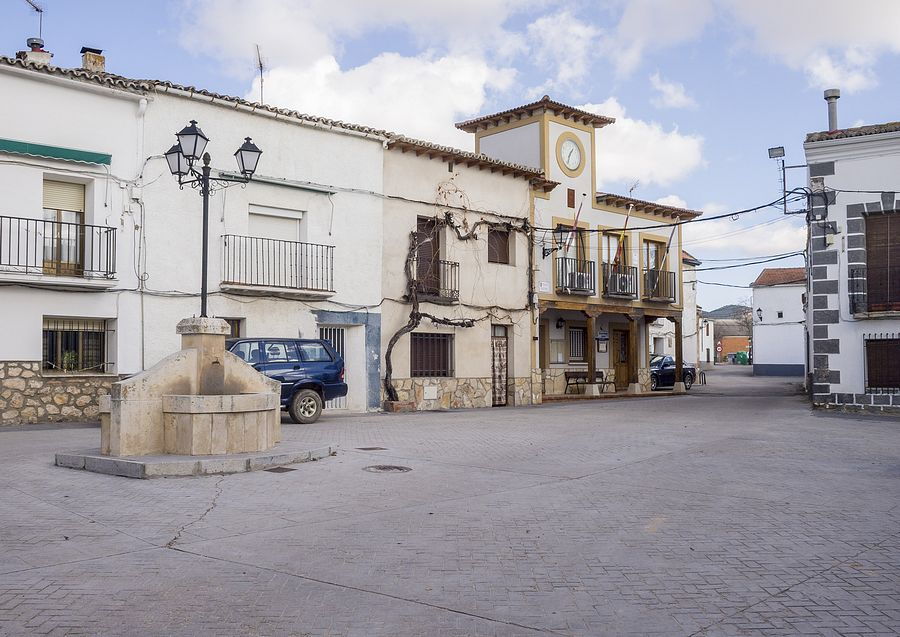
Ayuntamiento

Hasta la reforma de la nomenclatura municipal de 1916 el municipio se llamaba simplemente Armuña. En dicha fecha su nombre fue modificado por el de Armuña de Tajuña.
El 8 de octubre de 1927 el entonces alcalde Manuel Gayoso Sánchez inauguró, en la plaza Mayor, la primera fuente pública con que contó la localidad. Esta fuente fue sustituida en 1992 por una réplica. La villa padeció mucho durante la última  guerra civil y la posguerra. Desde bombardeos de la aviación alemana e italiana, hasta la pérdida de nueve de sus vecinos, fusilados en la cárcel de Guadalajara el 6 de diciembre de 1936. Terminada la contienda, entre 1939 y 1941, los franquistas fusilaron casi a dos decenas de armuñeros, entre ellos tres alcaldes republicanos. En junio de 1946, Camilo José Cela en su primer Viaje a La Alcarria pasó unas horas en una fonda del paraje armuñero de El Empalme, disfrutando de una cerveza y del paisaje mientras esperaba el directo que le llevaría a Pastrana.

## Demografía
Armuña de Tajuña cuenta con una población de 264 habitantes (INE 2024).
| Gráfica de evolución demográfica de Armuña de Tajuña entre 1842 y 2021                                              |
| |
| Población de derecho según los censos de población del INE Población de hecho según los censos de población del INE |

| 1991 |  | 1996 |  | 2001 |  | 2004 |  | 2008 |  | 2012 |  | 2015 |
| ---- |  | ---- |  | ---- |  | ---- |  | ---- |  | ---- |  | ---- |
| 98   |  | 116  |  | 111  |  | 122  |  | 227  |  | 252  |  | 240  |

## Alcaldes desde 1979
| Periodo   | Nombre                      | Partido       |
| --------- | --------------------------- | ------------- |
| 1979-1983 | Alejandro Torralbo Castillo | UCD           |
| 1983-1987 | Federico Sánchez Gómez      | Independiente |
| 1987-1991 | Miguel Pérez Gayoso         | PSOE          |
| 1991-1995 | José Sánchez Polo           | PSOE          |
| 1995-1999 | José Sánchez Polo           | PSOE          |
| 1999-2003 | Jesús Sánchez Gómez         | PSOE          |
| 2003-2007 | Jesús Sánchez Gómez         | PSOE          |
| 2007-2011 | Fidel Gayoso Sánchez        | Independiente |
| 2011-2015 | Jesús Sánchez Gómez         | PSOE          |
| 2015-2019 | Jesús Sánchez Gómez         | PSOE          |
| 2019-2023 | Raquel Polo Castillo        | PSOE          |

## Patrimonio

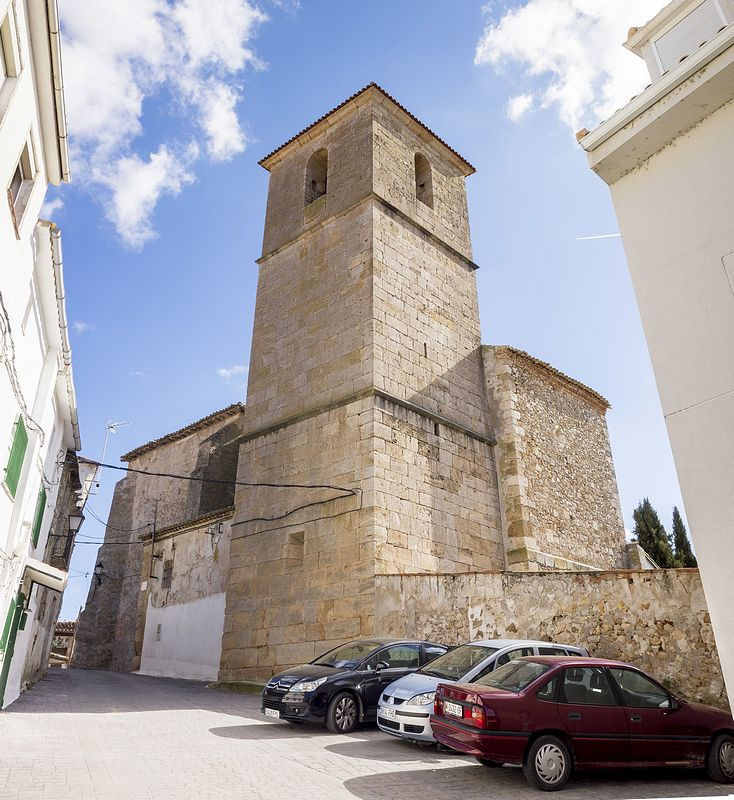
Iglesia

Posee una iglesia del siglo XVI consagrada a San Martín de Tours y una ermita a la Virgen de la Soledad. En 1575 se daba este testimonio de la iglesia de Armuña en las relaciones topográficas de Felipe II de la vecina villa de Renera: Está .. la Villa de Almuña a una legua, tendrá treinta y cinco vecinos poco más, o menos. Ay en la Yglessia deella un crucifixo mui devoto y antiguo, y dicen que ha hecho muchos milagros, y acude a él mucha gente.

## Fiestas patronales
- Desde tiempo inmemorial se celebra la fiesta del Cristo de la Misericordia, coincidiendo con el día 14 de septiembre, aunque a partir de 1978 se trasladó al tercer viernes de agosto. Desde 1967, siendo alcalde Eugenio Polo Sánchez, coincidiendo con la fiesta del Cristo también se celebran encierros campestres de reses bravas, con posterior lídia en la plaza Mayor.
- También es de interés la fiesta del Cristo de Mayo, que recuerda una gran concentración comarcal habida en la villa el 18 de mayo de 1896 y que combina una capea campestre con baile en la plaza Mayor hasta la madrugada.
- Y la del 11 de noviembre en honor a San Martín, patrón de la localidad.